# Средние Ирзеи
Сре́дние Ирзе́и (чув. Вăта Çĕрти Ирçе) — деревня в Ядринском районе Чувашской Республики.  Входит в состав Ювановского сельского поселения.

## География
Находится в северо-западной части Чувашии, на расстоянии приблизительно 24 км на северо-восток по прямой от районного центра города Ядрин.

## История
Известна с 1858 года как околоток села Юваново с 72 жителями. В 1906 году было 23 двора и 118 жителей, в 1926 – 24 двора и 124 жителя, в 1939 – 125 жителей, в 1979 – 120. В 2010 году было 31 двор, 2010 – 28 домохозяйств. В 1932 году образован колхоз «Сталин», в 2010 действовал СХП «Родина».

## Население
Постоянное население составляло 94 человека (чуваши 94%) в 2002 году, 84 в 2010.